# Bakersfield Open 1983
Bakersfield Open 1983, також відомий під назвою Ginny of Bakersfield,  — жіночий тенісний турнір, що проходив на відкритих кортах з твердим покриттям у Бейкерсфілді (США). Належав до Ginny Tournament Circuit в рамках Світової чемпіонської серії Вірджинії Слімс 1983. Турнір відбувся вперше і тривав з 26 вересня до 2 жовтня 1983 року. Дженніфер Мундел-Рейнболд здобула титул в одиночному розряді.

## Фінальна частина

### Одиночний розряд
Дженніфер Мундел-Reinbold —  Дж Гаррінгтон 6–4, 6–1
- Для Мундел-Рейнболд це був єдиний титул за кар'єру.

### Парний розряд
Кайлі Коупленд /  Лорі Макніл —  Енн Гендрікссон /  Пат Медрадо 6–4, 6–3
- Для Коупленд це був єдиний титул за кар'єру. Для Макніл це був 1-й титул за кар'єру.

## Нарахування очок
Учасниці турніру отримували таку кількість рейтингових очок Вірджинії Слімс.
| Дисципліна       | П  | Ф  | ПФ | ЧФ | 1/8 | 1/16 |
| Одиночний розряд | 85 | 65 | 45 | 23 | 13  | 5    |
| Парний розряд    | 45 | 35 | 25 | 16 | 8   | Н/Д  |

## Нотатки
1. ↑  Ginny Tournament Circuit 1983 складався з восьми турнірів з призовим фондом 50 тис. доларів кожен, що проходили від лютого до вересня, й завершився в листопаді турніром Ginny Championships з призовим фондом 100 тис. доларів. Усі турніри відбулись у (США).[1]